# Ryszard Kalus
Ryszard Kalus – polski śpiewak operowy.
Absolwent Akademii Muzycznej im. Karola Szymanowskiego w Katowicach (klasa Alicji Słowakiewicz, dyplom z wyróżnieniem w 2004). Od sezonu 2011/2012 solista Landestheater Neusterlitz. Śpiewał również w operach w Hamburgu: Staatsoper i Kammer Oper. Laureat ogólnopolskich i międzynarodowych konkursów wokalnych. 

## Nagrody
- 2001: XXXVI Międzynarodowy Konkurs Wokalny im. Antonína Dvořáka w Karlovych Varach - II nagroda
- 2003: Ogólnopolski Konkurs Wokalny im. Haliny Halskiej-Fijałkowskiej we Wrocławiu - II nagroda
- 2003: X Międzynarodowy Konkurs Sztuki Wokalnej im. Ady Sari w Nowym Sączu - wyróżnienie
- 2004: I Międzynarodowy Konkurs Wokalistyki Operowej im. Adama Didura w Bytomiu - I nagroda